# Arazan
Arazan es una localidad y comuna rural de la provincia de Tarundat situado en la región marroquí de Sus-Masa.
En el censo de 2004, la comuna tenía una población total de 7301 personas que vivían en 1139 casas.